# Gennetines
Gennetines är en kommun i departementet Allier i regionen Auvergne-Rhône-Alpes i de centrala delarna av Frankrike. Kommunen ligger  i kantonen Yzeure som ligger i arrondissementet Moulins. År 2022 hade Gennetines 624 invånare.

## Befolkningsutveckling
Antalet invånare i kommunen Gennetines
Referens: INSEE